# 梁振英
梁 振英（りょう しんえい、中国語：梁振英、英語：Leung Chun-ying、1954年8月12日 - ）は、香港の政治家。第3代香港特別行政区行政長官を務め、現在は中国人民政治協商会議全国委員会副主席である。

## 来歴
1954年8月12日誕生する。香港クイーンメアリー病院生まれであるが、本籍地は山東省威海市環翠区橋頭鎮柴里村である。1974年に香港理工学院建築測量学部を卒業後、イギリスのブリストル理工学院（現・西イングランド大学）にて修士課程を修了した。
1984年にイギリスによる香港の中国への返還が決定し、翌1985年に香港特別行政区基本法の起草に加わった。この頃より中国の政界や不動産業界との関わりを持つようになる。香港返還後は不動産コンサルタント業を務める一方で1999年7月から2011年9月まで行政長官の諮問機関である行政会議のメンバーとなった。また2003年からは全国政治協商会議香港地区委員を務めるなど親中派で知られている。
2011年11月、香港特別行政区行政長官選挙に出馬を宣言、同じく親中派の唐英年との対決になった。当初は唐が優勢だったが中国共産党による支持を得たほか、唐に持ち上がった自宅の違法増築問題を攻撃するなどして、2012年3月25日の投票で689票を得て当選。勝利宣言の中で、「香港市民が今日有するいかなる自由及び権利も絶対に変えることはない」と述べた。ただし7月の就任直前には梁自身も自宅を違法建築していたことが発覚している。
2012年3月28日、国務院令第616号により行政長官に任命され、7月1日に就任した。
就任以来支持率は低迷し、僅か689票で選出されたことから「689」との蔑称がつけられるに至った。2013年1月1日には民主派による13万人規模（主催者発表、警察は2万6000人としている）の辞任要求デモが発生している。
2013年11月には、新たな地上波テレビ局の免許が、申請の出ていた3局のうち最も準備の整っていた1局を、詳細な説明なく受理しなかった事から、報道への干渉として香港住民から大きな反発を受けた。さらに、2014年1月には、香港政府や梁の政治姿勢に批判的な記事を書いていた香港の新聞『明報』の編集長が急に解任され、その後の2月にその元編集長が何者かに襲われ重傷を負った事から、香港のメディアや市民から、香港における報道の自由に対しての大きな懸念と梁への批判が高まり、大規模なデモによる抗議もなされた。
そのような状況下の2月28日、英国留学中の梁の22歳の娘が、「編集長の襲撃と報道の自由に何か関係あるのか？」とフェイスブックに投稿した事から香港市民の大きな批判を浴び、翌日には、発言に対して抗議の姿勢を示した香港の俳優を名指しに「俳優は仕事に戻れ」と返信した為、さらに大きな批判を招いた。しかし梁本人は、実の娘の発言にもかかわらず、「他人の発言にはコメントしない。」とコメントした為、その姿勢にも大きな批判が寄せられている。
またこの娘は、2014年香港反政府デモのさなかフェイスブックに「このネックレスは、香港の納税者のみんなのお金で買ったものよ。私の美しい靴とドレス、クラッチバッグもすべて。どうもありがとう！」と書き込み、「私のことを攻撃する人のほとんどは失業者だろうね。“みんな”じゃないけれど」と民衆を挑発し大きな批判が寄せられた。

## 政策
香港政府は司法協定を結んだ1998年からアメリカ合衆国の身柄引き渡し要請に応えてきたが、2013年にアメリカ合衆国がアメリカ国家安全保障局(NSA)の機密を暴露したエドワード・スノーデンをスパイ活動取締法違反容疑などで訴追した際には、梁は香港からの出国を認めた。アメリカ合衆国政府はこの判断に中国政府が関与しているとして批判し、中国政府もこれに反論するなど非難の応酬となった。
香港政府は中国が領有権を主張する尖閣諸島に香港から抗議船が出航するのを阻止してきたが、梁が行政長官に就任した直後の2012年8月に起こった香港活動家尖閣諸島上陸事件の際には阻止を行わず、出航を事実上容認しているとされている。また本土と同じような愛国心を抱くための教育（国民教育）の導入を決定し、2012年9月より一部の学校で実施されたが、複数政党制による民主主義を否定するといった内容が民主派からの猛反発を呼び、事実上の撤回に追い込まれている。

## 行政長官選挙
※当日有権者数：1,132人 最終投票率：94.89%（前回比：pts）
| 候補者名 | 年齢 | 所属党派 | 新旧別 | 得票数 | 得票率 | 推薦・支持 |
| -------- | ---- | -------- | ------ | ------ | ------ | ---------- |
| 梁振英   | 57   | 無所属   | 新     | 689票  | 60.87% |            |
| 唐英年   | 59   | 無所属   | 新     | 285票  | 25.18% |            |
| 何俊仁   | 60   | 民主党   | 新     | 76票   | 6.71%  |            |

親中派の唐英年が優勢だったがスキャンダルで形勢が逆転し、同じ親中派の梁振英が優勢となった。
3月23日、一般の香港市民による擬似直接選挙が行われたが、何者かが毎秒100万回のアクセスを行いサーバーをダウンさせた。しかし投票箱による調査投票は継続され、結果梁振英の得票率は白票（適任者無し）を含めると僅か17.77パーセントに過ぎなかった。
1. 梁振英 39,624票 17.77%
2. 唐英年 36,243 票 16.25%
3. 何俊仁 25,462票 11.42%
4. 棄権 121,661 票 54.56%